# Атака Москвы дронами 30 мая 2023 года
30 мая 2023 года Москва была атакована беспилотными летательными аппаратами (БПЛА). Часть беспилотников была сбита при подлёте (в районах Новой Москвы, Одинцова, Красногорска и в городском округе Истра Московской области), но как минимум три БПЛА нанесли повреждения жилым домам Москвы по адресам: улица Атласова, 11; Ленинский проспект, 92 корпус 1; Профсоюзная улица, 98 корпус 6. Все повреждённые здания находятся на юго-западе Москвы.
Атака произошла в то же утро, когда российская армия в очередной раз атаковала Киев с применением 31 иранских беспилотника-камикадзе Shahed, в результате чего 13 человек были ранены, и 1 — убит. Этот налёт дронов стал первой массовой атакой на Москву с начала российского вторжения в Украину.

## Предыстория
В сентябре 2022 года Главнокомандующий Вооружёнными силами Украины Валерий Залужный опубликовал статью о перспективах украинской армии в 2023 году, в которой он отметил превосходство России в вооружении дальнего действия. Русская служба Би-би-си считает, что в этой статье Залужный анонсировал удары по российскому тылу: «Дело именно в безнаказанности, обеспеченной физической удаленностью. В этом и состоит действительный центр тяжести противника. И мы не имеем права оставлять его без должного внимания».
В конце февраля и в конце апреля 2023 года в Подмосковье находили обломки дронов, похожих на украинские UJ-22 Airborne, а в ночь на 3 мая беспилотниками был атакован Кремль.
С начала мая в Москве фиксировались сбои работы спутниковой навигации.
С начала мая 2023 года Киев пережил 17 российских атак. Когда 30 мая дроны атаковали Москву, Киев три дня подряд подвергался массированным российским ударам. 29 мая, комментируя очередную российскую атаку на Киев, глава ГУР МО Украины Кирилл Буданов заявил: «Все те, кто пытался нас запугать, мечтая, что это принесет какой-то эффект, вы очень скоро об этом пожалеете. Наш ответ не заставит себя ждать. Скоро все все увидят». В тот же день мэр Киева Виталий Кличко заявил: «если россияне могут кошмарить Киев, почему жители Москвы „отдыхают“?».

## Ход событий
ПВО работала по беспилотникам в Одинцовском, Истринском, Красногорским городских округах Подмосковья и у посёлка Рублёво.
Минобороны России заявило, что в атаке были задействованы 8 дронов, 5 из которых были сбиты средствами ПВО, в том числе — зенитными комплексами «Панцирь-С», а 3 — были подавлены средствами радиоэлектронной борьбы. Русская служба Би-би-си указала на отсутствие независимых подтверждений данного заявления, но отметила, что сообщения о трёх попаданиях дронов в жилые дома могут быть объяснены использованием средств РЭБ, из-за которых дроны могли потерять высоту и врезаться в здания.
По утверждению Телеграм-канала Baza, было задействовано около 25 беспилотников, большая часть из которых были сбиты в Истринском, Красногорском и Одинцовском городских округах.

## Обстоятельства
Модель использованных в воздушной атаке дронов не установлена. На некоторых видеозаписях был запечатлён дрон схемы «утка» (с несущим крылом, расположенным сзади). Также был запечатлён пролёт объекта с классической самолётной компоновкой, однако Русская служба Би-би-си отметила, что по состоянию на 30 мая 2023 года неизвестно, был ли это беспилотник, или легкомоторный самолёт. В одном из повреждённых домов был обнаружен несработавший советский инженерный кумулятивный заряд КЗ-6, выполнявший роль боевой части беспилотника. Данный заряд не предназначен для применения в авиации. По мнению ББС, запечатлённые дроны были переделаны из разведывательных беспилотников. Служба отметила, что до инцидента украинский блогер Игорь Лачен собирал деньги на ударные дроны-камикадзе «Бобр», которые внешне напоминают дрон схемы «утка», атаковавшего Москву.
Место запуска дронов не установлено. ББС отметило, что хоть инциденты с незаметным пролётом дронов над российской территорией происходили и до этой атаки, неизвестно, как дроны, запущенные с территории Украины, могли бы избежать обнаружения. В то же время запуск дронов с территории России представляет сложность из-за логистики и необходимости использования большого пространства для запуска.
По информации телеканала «Настоящее время», один из дронов, заснятый в селе Ильинское Красногорского городского округа, взорвался рядом с элитным посёлком Жуковка-21, где живут в том числе Аркадий и Борис Ротенберги, Александр Хлопонин и Александр Масляков.

## Реакция

### Россия
Пресс-секретарь президента России Дмитрий Песков обвинил в атаке Украину. Министр обороны России Сергей Шойгу назвал атаку «террористической акцией киевского режима по гражданским объектам». Российский президент Владимир Путин также заявил, что украинская атака была ответом на удар по штабу ГРУ в Киеве. Украинская сторона отрицает удар, заявляя, что все ракеты были сбиты. Путин заявил, что Украина решила запугать граждан РФ, при этом никак не прокомментировав атаки российской армии по украинским городам с применением ракет и дронов. По его словам, ПВО отработала «штатно», но есть над чем работать.
Следственный комитет России возбудил уголовное дело по статье о террористическом акте.
По оценке Русской службы Би-би-си, реакция представителей России и российских СМИ была направлена на снижение паники населения, а комментарии депутатов Госдумы изданию «Вёрстка» соответствуют кремлёвскому темнику для государственных СМИ, информацию о котором опубликовало интернет-издание «Meduza», и в котором рекомендовалось делать акцент на «психологической» задаче удара, в ходе которого жители показали «спокойствие и выдержку». Единственным представителем власти, опубликовавшим информацию о местах падения беспилотников в Подмосковье, был депутат Госдумы Александр Хинштейн. По информации Медузы, в методичке для СМИ было указано, что Хинштейна можно цитировать лишь в негативном ключе.

### Украина
Украинская сторона официально не комментировала инцидент. Однако советник главы Офиса президента Украины Михаил Подоляк заявил: «Очень важно понять. Вы же знаете, мы втягиваемся в эру искусственного интеллекта. Возможно, не все дроны готовы атаковать Украину и хотят вернуться к своим создателям и соответствующим образом задать вопросы: „А зачем вы нас отправляете [бить] по детям Украины? По Киеву?“».